# Eyal Golasa
Eyal Golasa (hebräisch אייל גולסה; * 7. Oktober 1991 in Netanja) ist ein israelischer Fußballspieler.

## Karriere

### Verein
Golasa erlernte das Fußball-ABC bei Beitar Nes Tubruk. Der Verein hat das größte und bekannteste Fußballausbildungslager Israels. Im Sommer 2008 sicherte sich der israelische Rekordmeister Maccabi Haifa die Dienste des talentierten Mittelfeldspielers. Bereits im ersten Jahr schaffte Golasa den Durchbruch und spielte sich in die Stammelf des Vereins. Am 21. September 2008 gab er sein Ligadebüt, als er beim 1:0 gegen Bne Jehuda Tel Aviv in der 77. Minute für Rafaelov Lior eingewechselt wurde. Nach Ablauf der Saison 2008/09 konnte er mit Maccabi die Ligat ha’Al, die israelische Meisterschaft, gewinnen. Dadurch war die Mannschaft berechtigt, an den Qualifikationsrunden zur UEFA Champions League 2009/10 teilzunehmen. Im Spiel gegen FK Aqtöbe war Golasa maßgeblich am Wunder gegen Aktobe beteiligt, als er beim Stand von 0:3 eingewechselt wurde, einen Treffer erzielte, ein weiteres Tor vorbereitete und somit die Wende beim 4:3-Sieg einleitete. Durch einen weiteren Erfolg gegen FC Red Bull Salzburg erreichte Maccabi die Endrunde der Champions League. Auch hier steuerte der Offensivspieler einen Treffer bei.
Am 1. Februar 2010 sollte Golasa zu Lazio Rom wechseln, bevor er es sich anders überlegte und den Wechsel platzen ließ.

### Nationalmannschaft
Am 2. September 2010 debütierte Eyal Golasa im Länderspiel gegen Malta für die israelische Nationalmannschaft.
Außerdem nahm er mit der israelischen U-21-Auswahl an der Europameisterschaft im eigenen Land teil, scheiterte allerdings als dritter bereits in der Gruppenphase.

## Erfolge
- Israelischer Meister mit Maccabi Haifa: 2009 und 2011

## Wissenswertes
Golasas Vater Avner Golasa war ebenfalls israelischer Profifußballer.